# Lucky Lake (Saskatchewan)
Lucky Lake es un pueblo canadiense situado en la provincia de Saskatchewan.

## Superficie
Lucky Lake tiene una superficie de 0,82 km².

## Demografía
En 2021, tenía 270 habitantes, una densidad poblacional de 330,6 hab./km², y 145 viviendas.